# Síndrome CEDNIK
El síndrome CEDNIK es una enfermedad hereditaria muy rara que se manifiesta por síntomas en la piel y el cerebro. Se incluye dentro del grupo de trastornos conocidos como genodermatosis.
| - Disgensia CErebral - Neuropatía - Ictiosis - Keratois (queratoisis) |

## Historia
La primera descripción fue realizada en el año 2005 por Sprecher, quien publicó una serie de 7 casos en 2 familias consanguíneas pertenecientes a la población de religión musulmana asentada en el norte de Israel.

## Denominación
El nombre de la afección es un acrónimo formado por las iniciales de su denominación en inglés CErebral Dysgenesis, Neuropathy, Ichthyosis, and palmoplantar Keratoderma (disgenesia cerebral, neuropatía, ictiosis y queratodermia palmoplantar).

## Frecuencia
Se han descrito muy pocos casos a nivel mundial, la frecuencia estimada es inferior a un caso por millón de nacimientos.

## Herencia

El síndrome CEDNIK se transmite con un patrón autosómico recesivo

Se hereda según un patrón autosómico recesivo.

## Genética
Está causado por una mutación en el gen SNAP29 localizado en el cromosoma 22 humano (22q11.2). Este gen codifica una proteína SNARE, esta superfamilia de proteínas juega una importante función en la fusión de las membranas celulares y otras funciones.

## Síntomas
Los síntomas comienzan antes de los 4 meses y consisten en: manifestaciones en la piel, microcefalia, alteraciones del sistema nervioso central, retraso mental y afectación de la función visual y auditiva.